# Subancistrocerus sichelii
Subancistrocerus sichelii är en stekelart som först beskrevs av Henri Saussure 1856.  Subancistrocerus sichelii ingår i släktet Subancistrocerus och familjen Eumenidae. Inga underarter finns listade i Catalogue of Life.